# شاهزاده فردریک ویلیام
شاهزاده فردریک ویلیام (انگلیسی: Prince Frederick William of Schleswig-Holstein-Sonderburg-Augustenburg; ۱۸ نوامبر ۱۶۶۸ – ۳ ژوئن ۱۷۱۴) پرسنل نظامی اهل دانمارک بود.